# Нью-Гейвен (округ Гурон, Огайо)
Нью-Гейвен (англ. New Haven) — переписна місцевість (CDP) в США, в окрузі Гурон штату Огайо. Населення — 356 осіб (2020).

## Географія
Нью-Гейвен розташований за координатами 41°1′44″ пн. ш. 82°41′15″ зх. д. / 41.02889° пн. ш. 82.68750° зх. д. (41.028852, -82.687470).  За даними Бюро перепису населення США в 2010 році переписна місцевість мала площу 3,21 км², з яких 3,20 км² — суходіл та 0,01 км² — водойми.

## Демографія
Згідно з переписом 2010 року, у селищі мешкало 399 осіб у 165 домогосподарствах у складі 119 родин. Густота населення становила 124 особи/км².  Було 170 помешкань (53/км²).
Расовий склад населення:
| - 93,2 % — білих - 0,5 % — чорних або афроамериканців - 0,3 % — азіатів - 4,3 % — осіб інших рас |

До двох чи більше рас належало 1,8 %. Частка іспаномовних становила 5,8 % від усіх жителів.
За віковим діапазоном населення розподілялося таким чином: 18,8 % — особи молодші 18 років, 59,6 % — особи у віці 18—64 років, 21,6 % — особи у віці 65 років та старші. Медіана віку мешканця становила 47,7 року. На 100 осіб жіночої статі у селищі припадало 106,7 чоловіків;  на 100 жінок у віці від 18 років та старших — 102,5 чоловіків також старших 18 років.
Середній дохід на одне домашнє господарство  становив 46 944 долари США (медіана — 42 344), а середній дохід на одну сім'ю — 57 000 доларів (медіана — 44 833). За межею бідності перебувало 20,1 % осіб, у тому числі 0,0 % дітей у віці до 18 років та 5,5 % осіб у віці 65 років та старших.
Цивільне працевлаштоване населення становило 58 осіб. Основні галузі зайнятості: виробництво — 32,8 %, освіта, охорона здоров'я та соціальна допомога — 20,7 %, транспорт — 19,0 %.